# Lewisit 3
Lewisit 3 (L-3) je organoarsenová sloučenina používaná jako chemická zbraň. Tuto látku, podobnou lewisitu 1 a lewisitu 2, poprvé připravil Julius Arthur Nieuwland v roce 1904. Často se nachází ve směsi s chloridem 2-chlorvinylarsenitým (lewisitem 1) a/nebo chloridem bis(2-chlorethenyl)arsenitým (lewisitem 2). V čísté podobě jde o bezbarvou olejovitou kapalinu, ovšem nečistoty jej mohou zbarvit do hněda až černa.

## Výroba
Lewisit 3 vzniká, společně s lewisitem 2, jako vedlejší produkt výroby lewisitu 1.
Acetylen reaguje s chloridem arsenitým v kyselině chlorovodíkové za přítonosti chloridu rtuťnatého jako katalyzátoru, přičemž výtěžnost lewisitu se pohybuje mezi 80 a 85 %.
AsCl3 + C2H2 → (ClCH=CH)AsCl2
Lewisit 3 se vytváří třemi adicemi acetylenu na arsenité centrum, zatímco lewisit 1, znázorněný výše, vzniká jedinou adicí a lewisit 2 dvěma adicemi.

## Účinky
Zdravotní účinky lewisitů se mohou lišit v závislosti na množství látky a době, po kterou jí byl člověk vystaven. Lewisit způsobuje okamžité poškození kůže, očí a dýchací soustavy a jedná se o látku silně dráždivou a zpuchýřující. Vzhledem k obsahu arsenu mohou lewisity také vyvolávat podobné účinky jako při otravě arsenem, jako jsou poškození žaludku a nízký krevní tlak.

### Při vdechnutí
Vdechnutí je nejčastějším způsobem vystavení lewisitu, způsobuje bolesti a podráždění celé dýchací soustavy, kvácení z nosu, zánět hrtanu, kýchání, kašel, zvracení a dušnost. Akutní vystavení lewisitu vdechnutím může způsobit chronické potíže s dýcháním. V těžších případech se může vytvořit otok plic, pneumonitida nebo respirační selhání.

### Pozření
Pozření lewisitu způsobuje silnou bolest, zvracení, a poškození tkání. Příznaky bývají také nízký tlak krve a rovněž některé projevy toxicity arsenu. Lewisit poškozuje vlásečnice, čímž dochází ke krvácení a objem krve nestačí k udržení krevního tlaku; tento stav se nazývá hypovolémie. Při nízkém tlaku krve nemusí ledviny dostávat potřebné množství kyslíku, čímž dochází k jejich poškození.

### Vniknutí do očí
Při vniknutí lewisitu do očí se objevuje štiplavá a pálivá bolest, silné podráždění a zánět rohovky, také blefarospasmus, slzení a otoky očních víček. Průnik lewisitu do očí může způsobit trvalé potíže se zrakem nebo oslepnutí. Otok tkání okolo očí je může chránit před dalším působením látky. K příznakům také patří neklid, slabost a pokles tělesné teploty.

### Chronické vystavení
Chronické vystavení lewisitu způsobuje otravu arsenem a vznik lewisitové alergie. Následky mohou také spočívat v dlouhodobém nebo trvalém poškození orgánů, jako jsou zánět spojivek, fotofobie, potíže se zrakem, dvojí vidění, slzení, vyschnutí sliznic, pálení v nosu a ústech, toxická encefalopatie, periferní neuropatie, nevolnost, zvracení, chronická obstrukční plicní nemoc, bronchitida, dermatitida, kožní vředy, bazaliom a skvamocelulární karcinom.

### Léčení
První pomocí při otravách lewisity je dekontaminace zasažených oblastí a v případě potřeby také mechanická ventilace a sledování životních funkcí. Jako protijed se používá dimerkaprol, který tlumí systémovou toxicitu, ovšem nezabraňuje poraněním kůže, očí a slznic. Dimerkaprol působí jako chelatační činidlo, které se váže na arsen obsažený v lewisitu. Dimerkaprol je kontraindikován u osob s alergií na arašídy.